# Sabrina McKenna
Sabrina Shizue McKenna (7 de octubre de 1957) es una jueza estadounidense del estado estadounidense de Hawái. Desde el 3 de marzo de 2011, es magistrada del Tribunal Supremo de Hawái, siendo la primera magistrada abiertamente gay en dicho tribunal.

## Biografía
McKenna nació el 7 de octubre de 1957 en Tokio, Japón. Su padre era profesor del medio oeste de los Estados Unidos y su madre era ciudadana japonesa. El padre de McKenna murió cuando ella tenía 9 años. McKenna se graduó de la escuela secundaria Yokota en Tokio.
McKenna estudió en la Universidad de Hawái en Manoa, donde jugó en el equipo de baloncesto femenino Hawaii Rainbow Wahine. Fue una de las primeras beneficiarias del Título IX (normativa que prohíbe la discriminación por razón de sexo). Se graduó con una licenciatura en artes en japonés. McKenna hizo posteriormente su Doctorado en Jurisprudencia en la Facultad de Derecho William S. Richardson.
McKenna tiene tres hijos. McKenna es la primera magistrada abiertamente gay en servir en el Tribunal Supremo de Hawái. Desde 2021, es una de los once jueces de los tribunales supremos estatales de EE. UU. abiertamente LGBT que prestan servicios en los Estados Unidos.[cita requerida]

## Servicio jurídico y judicial
McKenna ejerció como abogada en el despacho Goodsill Anderson Quinn & Stifel hasta 1987, pasando posteriormente a ser la directora del despartamento legal de Otaka, Inc. hasta 1990. Se convirtió en profesora asistente en la Facultad de Derecho de la Universidad de Hawái antes de ser nombrada jueza del Tribunal de Distrito el 30 de noviembre de 1993. Fue promovida a los Tribunales de Circuito el 29 de junio de 1995.
McKenna fue una de los tres candidatos recomendados al presidente Barack Obama por los senadores Daniel Inouye y Daniel Akaka para cubrir una vacante judicial en el Tribunal de Distrito de los Estados Unidos para el Distrito de Hawái. McKenna no fue elegida, y la vacante la ocupó Leslie E. Kobayashi en abril de 2010.
El 25 de enero de 2011, el gobernador Neil Abercrombie nominó a McKenna para un puesto en el Tribunal Supremo de Hawái. El Comité Judicial del Senado de Hawái celebró una audiencia sobre su nominación el 4 de febrero y adelantó su nominación al pleno del Senado con una votación de 5 a 0. Se presentaron más de cien testimonios al Comité Judicial con respecto a su nominación, la gran mayoría de los cuales apoyaban a McKenna. De los cinco testimonios que se opusieron al nombramiento de McKenna, cuatro lo hicieron por su orientación sexual. El 16 de febrero de 2011, el Senado de Hawái aprobó su nominación con una votación de 23 a 0. Tomó posesión del cargo el 3 de marzo de 2011.